# Равеннская космография
«Равеннская космография» (лат. Ravennatis Anonymi Cosmographia, «Космография неизвестного равеннца», «Космография» равеннского анонима) — раннесредневековый географический труд из пяти книг; латинский текст со списком географических названий (города, острова и реки), охватывавшим древний мир от Индии до Ирландии, составленный неизвестным итальянским священником из Равенны около 700 года.

## Содержание
«Космография» состоит из четырёх неравных частей:
1. Введение. Автор рассказывает о причинах создания работы и выдвигает систему деления поверхности ойкумены на 24 сектора, которые отождествлены с 24 часами суток. Аноним предлагает описывать землю, идя за солнцем и используя «час» как единицу измерения поверхности земли, выделив 12 регионов в южных странах («страны дня») и северных («страны ночи»). И те и другие рождают по 6 ветров, и, таким образом, один ветер соответствует двум часам.
2. Списки известных городов и рек по отдельным регионам мира. Вторая часть занимает более половины объёма всей «Космографии».
3. Перечень городов расположенных на побережье Средиземного моря. При их составлении автор часто перечисляет их беспорядочно или согласно географическим путям.
4. Перечень морских и океанских островов.

В своей работе автор использовал как материалы эпохи поздней римской империи (Певтингерова карта мира) и античных авторов, так и относительно современными ему источниками (вроде трех «готских философов» (Gothorum philosophi) — Айтанарида, Элдевалда и Маркомира). Всего аноним ссылается на 34 имени, в эпоху раннего средневековья подобное активное цитирование было весьма распространено. При этом некоторые упоминаемые писатели ни разу не используются в «Космографии», в то время как другие служат единственным источником для многих разделов работы. Целью автора было сохранение традиционной топонимики в эпоху переселения народов.
В параграфах 2-3 книги I космограф характеризует 12 дневных часов и страны, лежащие в этих сегментах (Индия, Персия, Аравия, Эфиопия, Мавретания, Гадитана, Испания, Аквитания, Британия), а с 11-го параграфа он пытается «по ночному движению солнца определить, с Божьей помощью, как располагаются по широкому берегу океана северные области»:
- В 1-м и 2-м часах ночи помещены германцы (франки) и Британия,
- В 3-м — саксы,
- в 4-м — Дания,
- в 5-м — «страна скердифеннов и рерифеннов»
- в 6-м — «страна скифов, откуда вышел род склавинов»,
- 7-й час ночи — страна сарматов и карпов,
- 8-й — страна роксоланов с островом Сканзой (или Скифией) позади,
- 10-й — пустынная Скифия,
- 11-й — Кавказ,
- 12-й — Албания, гирканцы и парфы.

## Издания
«Космография» сохранилась в трех рукописях. Наиболее древняя относится к X в. и хранится в Ватиканской библиотеке в составе кодекса, содержащего также списки сочинений Евтропия, Павла Диакона и дртих авторов. Второй манускрипт, относящийся к XIII в., находится в Парижской Национальной библиотеке, третий — памятник XIV— XV вв. — в библиотеке Базеля.
«Космография» публиковалась в 1688 г. в Париже П. Порхероном, в 1696 г. в Лейдене Якобом Гроновием 6 и в 1722 г. его сыном Абрахамом. В 1860 г. в Берлине появилось научное издание М. Пиндера и Г. Партая, в котором наряду с «Космографией» был напечатан зависимый от неё труд «Географика» пизанца Гвидо. Это издание было повторено в 1962 г.
Последнее критическое издание трёх манускриптов было сделано Джозефом Шнетцем в 1942 году.